# Anambodera nebulosa
Anambodera nebulosa är en skalbaggsart som först beskrevs av Horn 1894.  Anambodera nebulosa ingår i släktet Anambodera och familjen praktbaggar. Inga underarter finns listade i Catalogue of Life.